# Едда Награде
Награда Едда је признање које сваке године додељује Исландска филмска и телевизијска академија и најистакнутија је филмска и телевизијска награда на Исланду, која се додељује сваке године у фебруару. Едда додељује награде за изузетан рад у различитим категоријама филма и телевизије сваке године од 1999. године, са изузетком 2009. године због економског краха годину дана раније. Од 2011. године, период подобности је претходна календарска година.

## Категорије
- Награда Едда за најбољи филм
- Награда Еда за најбољег главног глумца или глумицу
- Награда Еда за најбољу споредну глумицу или глумицу
- Награда Едда за најбољу режију
- Награда Еда за најбољи документарни филм
- Награда Едда за најбољи телевизијски програм
- Награда Едда за најбољу телевизијску личност